# Нора Джеруто
Нора Джеруто (2 жовтня 1995 ) — казахська легкоатлетка кенійського походження, яка спеціалізується в бігу з перешкодами, чемпіонка світу.

## Основні міжнародні виступи
| Рік                    | Змагання                     | Місце проведення   | Місце              | Дисципліна                | Результат          | Примітки           |
| Представниця Кенія     | Представниця Кенія           | Представниця Кенія | Представниця Кенія | Представниця Кенія        | Представниця Кенія | Представниця Кенія |
| ---------------------- | ---------------------------- | ------------------ | ------------------ | ------------------------- | ------------------ | ------------------ |
| 2011                   | Чемпіонат світу серед юнаків | Лілль, Франція     | 1                  | 2000 метрів з перешкодами | 6:16,41            |                    |
| 2016                   | Чемпіонат Африки             | Дурбан, ПАР        | 1                  | 3000 метрів з перешкодами | 9:25,07            | CR                 |
| Представниця Казахстан |                              |                    |                    |                           |                    |                    |
| 2022                   | Чемпіонат світу              | Юджин, США         | 1                  | 3000 метрів з перешкодами | 8.53,02            | CR WL              |